# Houlle (fiume)
La Houlle è un breve fiume francese, affluente dell'Aa.

## Geografia
Lungo soli 4,8 chilometri, esso nasce a Moulle, tra le località dette Langlebert e le Brouay a un'altitudine di 13 metri.
Esso scorre globalmente da sudovest verso nordest.
Dopo essere passato sotto la ferrovia Saint-Omer-Calais, la Houlle si getta nell'Aa a sud di Watten, sotto il ponte di Houlle della strada dipartimentale D213 e all'altitudine di 8 metri, presso il borgo dell'Overstel.

### Comuni e cantoni attraversati
Nei due dipartimenti del Nord e del Pas-de-Calais, la Houlle attraversa tre comuni e due cantoni:
- da monte verso valle: Moulle (sorgente), Houlle, Watten (confluenza).

In termini di cantoni, la Houlle nasce nel cantone di Saint-Omer-Nord e confluisce nel cantone di Bourbourg.

### Bacino versante
La Houlle attraversa una sola zona idrografica
(.)

### Organismo gestionale
L'organismo gestionale è lo SmageAa o Sindicato misto per la sistemazione e la gestione delle acque dell'Aa.